# Улица Азиза Алиева
Улица Азиза Алиева (азерб. Əziz Əliyev küçəsi) — улица в Баку, в историческом районе Ичери-шехер (Старый город).

## История
Названа в 1995 году в честь советского азербайджанского государственного деятеля Азиза Алиева (1897—1962), деда президента Азербайджана Ильхама Алиева. 
С 1991 по 1995 год называлась Инджасенет, в советское время — Зевина, первоначальное название — Михайловская.

## Застройка
Д. 8 — Кинотеатр «Азербайджан».
Ряд домов (1, 3, 5-7-9, 1890-е годы) объявлены памятниками местного значения

## Достопримечательности

Памятник Натеван и бывший кинотеатр «Азербайджан»

Памятник азербайджанской поэтессе Натеван (1832—1897)

Мемориальная доска Азизаге Азизбекову

Мемориальная доска советскому военному деятелю Азизаге Азизбекову (1903—1966) на д. 1